# Diocèse d'Uvira
Le diocèse d'Uvira (en latin : Dioecesis Uviraensis) est une circonscription ecclésiastique de l'Église catholique en République démocratique du Congo, suffragant de l'archidiocèse de Bukavu. Son évêque est actuellement Sébastien Muyengo Mulombe.

## Territoire
Le diocèse comprend les districts d'Uvira, Fizi et Mwenga (province du sud Kivu), et une partie du district de Kabambare, à l'est de la rivière Luama, dans la province de Maniema.
Le siège épiscopal se trouve dans la cathédrale Saint Paul, à Uvira.
Le territoire est subdivisé en 18 paroisses et compte 32 centres missionnaires.

## Liste des évêques
- Danilo Catarzi, S.X. (16 avril 1962 - 26 mars 1981)
- Léonard Dhejju (en) (26 mars 1981 - 2 juillet 1984), nommé évêque de Bunia
- Jérôme Gapangwa Nteziryayo (en) (1er juillet 1985 - 10 juin 2002)
- Jean-Pierre Tafunga Mbayo (en), S.D.B. (10 juin 2002 - 31 juillet 2008), nommé archevêque coadjuteur de Lubumbashi
- Siège vacant (2008-2013)
- Sébastien Muyengo Mulombe, depuis le 15 octobre 2013

## Statistiques
| année | baptisés | population totale | %    | prêtres (total) | prêtres séculiers | prêtres réguliers | catholiques par prêtre | diacres | religieux | religieuses | paroisses |
| ----- | -------- | ----------------- | ---- | --------------- | ----------------- | ----------------- | ---------------------- | ------- | --------- | ----------- | --------- |
| 1969  | 48 500   | 400 000           | 12,1 | 30              | 3                 | 27                | 1.616                  |         | 33        | 18          | 8         |
| 1980  | 102 071  | 478 000           | 21,4 | 39              | 7                 | 32                | 2.617                  |         | 38        | 47          | 13        |
| 1990  | 179 831  | 710 509           | 25,3 | 48              | 26                | 22                | 3.746                  |         | 25        | 77          | 14        |
| 1995  | 254 603  | 993 252           | 25,6 | 67              | 50                | 17                | 3.800                  |         | 18        | 76          | 15        |
| 2001  | 221 471  | 374 852           | 59,1 | 35              | 26                | 9                 | 6.327                  |         | 10        | 21          | 17        |
| 2002  | 225 045  | 518 682           | 43,4 | 36              | 26                | 10                | 6.251                  |         | 11        | 19          | 17        |
| 2003  | 350 000  | 1 100 000         | 31,8 | 35              | 24                | 11                | 10.000                 |         | 13        | 19          | 18        |
| 2004  | 354 907  | 1 105 000         | 32,1 | 47              | 35                | 12                | 7.551                  |         | 15        | 21          | 18        |
| 2010  | 356 000  | 1 224 000         | 29,1 | 75              | 61                | 14                | 4.746                  |         | 18        | 26          | 18        |
| 2014  | 486 921  | 1 503 800         | 32,4 | 63              | 50                | 13                | 7.728                  |         | 17        | 63          | 18        |
| 2017  | 683 089  | 1 711 000         | 39,9 | 68              | 58                | 10                | 10.045                 |         | 14        | 39          | 27        |
| 2020  | 749 230  | 1 880 510         | 39,8 | 77              | 65                | 12                | 9.730                  |         | 18        | 48          | 28        |
| 2022  | 937 000  | 1 989 000         | 47,1 | 91              | 76                | 15                | 10.296                 |         | 20        | 46          | 31        |